# Амур і Психея, діти
«Амур і Психея, діти» (фр. L'Amour et Psyché, enfants) — картина  французького художника Вільяма Бугро написана в 1890 році. Нині зберігається в приватній колекції. Вона була виставлена в  Паризькому салоні в 1890 році.. На картині зображені грецькі міфологічні персонажі Ерос і Психея, які обіймаються і цілуються. Бугеро був художником класичного стилю в епоху неокласицизму. Для картини характерне розмите тло, на якому делікатно стоять фігури. На ній зображено початок забороненого роману Амура і Психеї, популярного міфологічного сюжету.

## Предмет
Відродження інтересу до класичної грецької та римської міфології в середині XVIII століття спричинило появу художніх інтерпретацій історії про Амура та Психею. Царська дочка Психея була настільки вродливою, що чоловіки їй поклонялися. Це розгнівало Венеру, матір Амура і богиню краси. Вона наказала Амуру вразити її своєю стрілою, щоб вона закохалася в найогиднішу істоту. Натомість Амур дряпає себе власною стрілою і закохується в Психею. Він таємно одружується з нею за умови, що вона ніколи не побачить його обличчя. Він тікає, коли її цікавість бере гору. Психея блукає землею та підземним світом у пошуках свого коханого. Зрештою вони знову зустрічаються, і вона отримує дар безсмертя. Їхній тріумф над спротивом Венери та їхня відмінність у смертності робить цю тему популярною.
Амура, римського відповідника Ероса, часто зображують як фантастичне, пустотливе крилате немовля з луком і стрілами. Ерос, грецький еквівалент, часто зображується у вигляді юнака, а Психея — у вигляді молодої жінки. Бугеро вирішив зобразити Амура та Психею маленькими дітьми, майже немовлятами. Він зобразив Психею з крилами метелика, оскільки слово «психея» в давньогрецькій також означає «метелик». Психея є символом трансформації  душі, коли вона перетворюється з людської на безсмертну. Рішення намалювати персонажів як дітей є посиланням на їхню невинність до того, як Венера перешкодила їхньому коханню. На інших картинах Бугро зобразив Амура і Психею як більш знайомих молодих коханців.

## Композиція

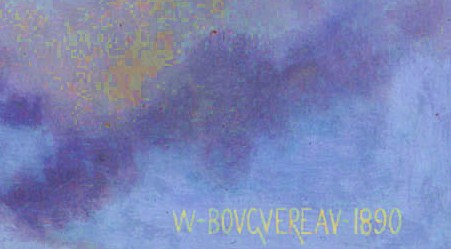
Фрагмент підпису Бугро з датою 1890

Образи Амура та Психеї розміщені на довгому вертикальному полотні. Амур ставить ногу на хмару для рівноваги, і таким чином врівноважує раму. Їхні руки ніжно переплітаються. Бугро зображає Амура і Психею в момент ніжного подиху, легким поцілунком в щоку Психеї. Її рука майже відштовхує Амура, вона опускає очі та відводить погляд від нього. Блакитна тканина пливе за ними та на навколишні хмари. У фокусі уваги опиняються персонажі, які перебувають над земним світом і граціозно граються у небі.
Манера, в якій Бугро зобразив дітей, чітка і змістовна. Їхня світла шкіра випромінює ніжний рожевий відтінок, символ їхньої чистоти. З їхніх плечей ніжно виростають крила. Бугро відтворює казкові мотиви дитинства та юного кохання за допомогою використання пастелі та м'яких, оксамитових мазків. Картина переважно блакитна, незвичайний колір для зображення історії кохання. Не використовуючи рожеві та червоні кольори, художник відходить від теми забороненого кохання і звертається до ідеї молодого кохання. Кольори прохолодні та чіткі. Бугро ретельно передає ніжність і округлість форм Амура і Психеї. Картина сповнена фактури легких тканин, золотистого волосся та гладенької шкіри.

## Інші картини Бугро про Амура і Психею
Бугро кілька разів надихався історією про Амура і Психею:
1. Psyché et l'Amour («Психея і Амур», Салон 1889 року, № 260; Всесвітня виставка 1900 року, № 242)
2. Psyché «Психея», 1892)
3. «Викрадення Психеї», Салон 1895 р., № 258)

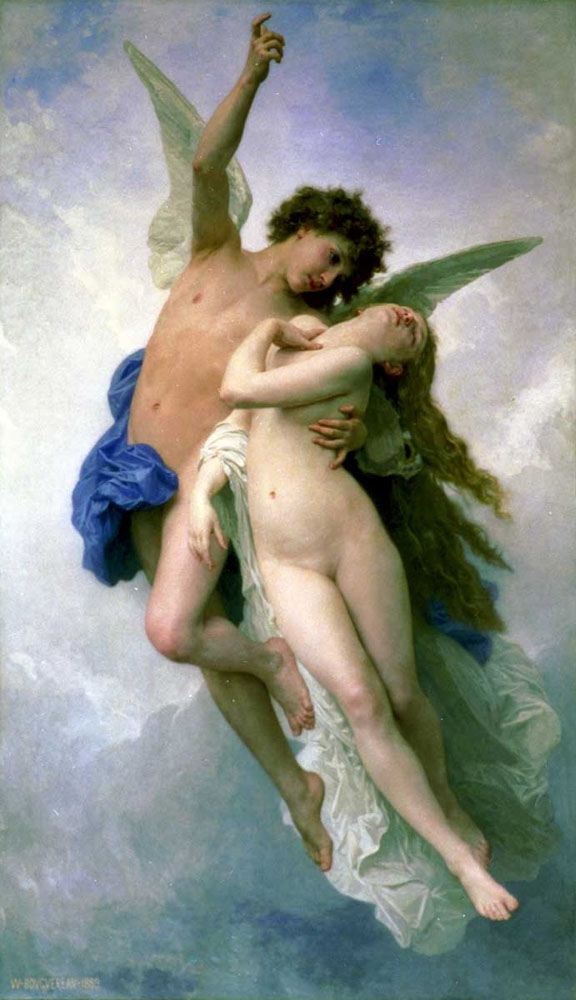
«Психея і Амур» (1889)
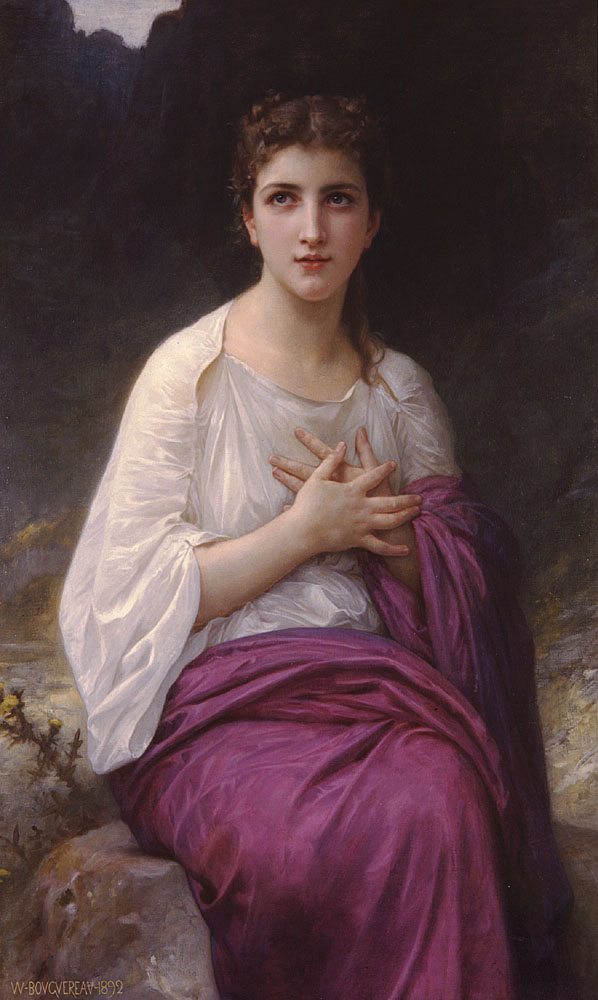
«Психея» (1892)
«Викрадення Психеї» (1895)